# Senenmut
Senenmut o Senmut (... – 1462 a.C.(± 30 anni)) della XVIII dinastia, era l'architetto, capo di Stato, consigliere della regina Hatshepsut e tutore della sua primogenita Neferura.

## Origini

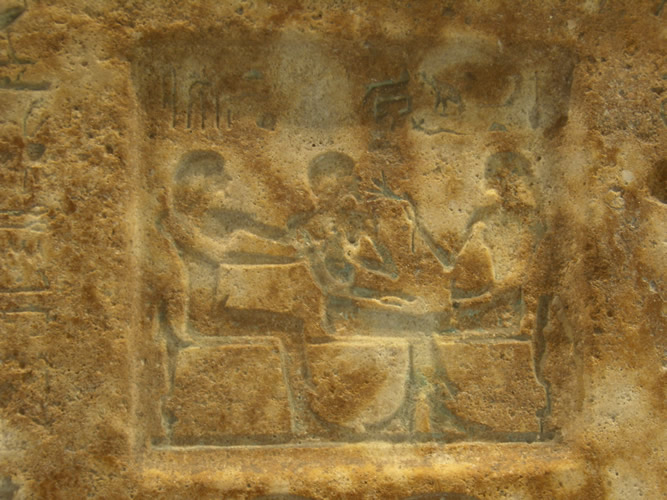
Pannello della Falsa porta in cui Senenmut è rappresentato con
il padre Ramose e la madre Hatnefer

Le origini di Senenmut non erano nobili, suo padre Ramose e sua madre Hatnefer (chiamata anche Titutiu) erano originari del Sud, nella zona della prima cataratta e stabilitisi in seguito a Ermonti.
Con i ritrovamenti avvenuti nella sepolcro di Senenmut a Gurna si è potuto conoscere i nomi e i componenti della sua famiglia: le sue due sorelle Neferether e Iahotep (l'amatissima sorella) a cui forse Senenmut era maggiormente legato ed i suoi tre fratelli: Minhotep, Amenemhat e Pairi.
Il primo era un sacerdote uab, il secondo un sacerdote della barca di Amon, mentre il terzo era semplicemente un guardiano di bestiame ma nessuno dei suoi familiari trasse alcun beneficio dalla indiscutibile potenza che Senenmut riuscì a raggiungere per la sua vicinanza con la sovrana.

## Vita
La carriera di Senenmut fu davvero impressionante. Infatti, dopo aver partecipato alle prime spedizioni belliche, ricevette il bracciale “menefert” (colui che rende belli) come riconoscimento del valore e da allora la sua ascesa fu continua, tanto che in breve si stabilì a Tebe.
Tra i suoi titoli vi erano  Responsabile della duplice casa dell'oro, Responsabile del giardino di Amon, Responsabile dei campi di Amon, Sacerdote della barca di Amon (l'Userhat), Intendente di Amon, Intendente della figlia reale Neferura, Responsabile delle greggi di Amon così come scritto su degli ostraka rinvenuti nel sepolcro scavato sulla falesia rocciosa di Sheikh Abdel Qurna.
“Sono un nobile, amato dal mio Signore e sono entrato nelle grazie del Signore dei due Paesi, egli mi ha fatto diventare grande amministratore della sua casa e giudice del paese tutto intero. Sono stato al di sopra dei più grandi, direttore dei direttori dei lavori. Ho agito, in questo paese, sotto il suo comando, fino al momento in cui la morte non è giunta davanti a lui. Ora io vivo sotto l'autorità della Signora dei due paesi, Hatshepsut Maatkare, che viva eternamente”.
Senenmut tradotto letteralmente significa “fratello della madre”, tale allusione può riferirsi ad Hatshepsut in quanto madre della sua pupilla Neferura di cui, in tal caso, sarebbe stato lo zio ma questa è una congettura da annoverare tra le meno attendibili e totalmente prive di riscontro.
| T22 · N35 | G14 |

Sen-en-Mut
Pare che Senenmut avesse conquistato non solo la fiducia di Hatshepsut ma anche della madre, la regina Ahmose dalla quale ricevette in dono una zona della regione di Gebel Silsila, già allora famosa per la ricchezza di cave di arenaria.
Qui fece erigere un cenotafio a lui consacrato, dove nelle incisioni si legge “Governatore di tutti gli uffici della dea”.
Di lui sono state ritrovate in eccellenti condizioni, numerose statue, (più di venti) alcune ottenute secondo le tecniche della statua cubo.
La più conosciuta è esposta a Berlino all'Aegyptistiches Museum dove egli abbraccia protettivamente la piccola Neferura della quale egli era il tutore.
Una piccola statua lo ritrae in piedi mentre cammina con Neferura tra le braccia, sul retro della piccola scultura, una citazione dal Libro dei morti: 
"Sono io colui che uscito dai flutti del fiume ebbe in dono l'Api (l'inondazione) per cui anche il Nilo è in mio potere."
Basandosi su questa sua posizione ma anche su graffiti satirici a carattere erotico in una grotta adiacente al tempio funerario di Hatshepsut, alcuni egittologi (Edward F. Wente, Zahi Hawass, Karl H. Leser, ecc.) hanno ipotizzato che Senenmut potesse essere il favorito e l'amante della regina.

## Opere

### Tempio funerario di Hatshepsut
Progettò e costruì il maestoso tempio funerario della regina Hatshepsut a Deir el-Bahari considerato uno tra i monumenti più belli dell'antico Egitto e con l'architettura più innovativa.
Nel tempio Senenmut è raffigurato in varie stele inserite in apposite nicchie. Si attenne allo stile del vicino tempio funerario di Mentuhotep II costruito circa cinque secoli prima ma senza edificare la piramide e distrusse una cappella di Amenofi I per realizzare la prima terrazza.
Ebbe il grande merito artistico di riuscire a fondere ed evidenziare armoniosamente gli elementi architettonici, orizzontali come le terrazze e verticali come i colonnati, con la falesia tebana ad anfiteatro dalla rocciosa elevata verticalità.

### Sepolcro di Deir el-Bahari
Senenmut, era un uomo di grande intelligenza e di incontestabile sapienza, le sue conoscenze nel campo dell'astronomia, ancora oggi, stupiscono chiunque entri nel suo piccolo sepolcro di Deir el-Bahari (TT353), poco distante dal tempio di Hatshepsut. Il soffitto evoca i dodici mesi dell'anno, dodici cerchi suddivisi in tre gruppi (le tre stagioni) ed ogni cerchio composto da ventiquattro spicchi, come quelli di un'arancia tagliata per metà (le 24 ore del giorno e della notte), col primo giorno eponimo quello da cui scaturiva il nome del mese a cui dava inizio.

### Sepolcro di Sheikh Abd el-Qurna
Questo sepolcro, TT71, presenta numerose scene di offerte di tributi dei popoli egei e da Gurna provengono una Stele e la statua con Neferura così come documentato da Lepsius nel suo testo "Monumenti" ed oggi conservate al Museo di Berlino.
Sono stati ritrovati anche vari frammenti in quarzite che costituivano il sarcofago e recanti il nome di Senenmut.

## Conclusione
Non si conosce ancora con certezza il luogo definitivo in cui fu sepolto ma il ritrovamento di una mummia maschile C nella tomba-nascondiglio identificata come DB320 lascerebbe ragionevolmente ipotizzare che sia quella di Senenmut.